# Taki
Taki (jap. 多気町 Taki-chō) – miasto w Japonii, na wyspie Honsiu, w prefekturze Mie. Według danych na rok 2020 miejscowość zamieszkiwało 14 021 mieszkańców , a gęstość zaludnienia wyniosła 136 os./km².